# Ставрида атлантична
Ставрида атлантична, або звичайна (Trachurus trachurus) — вид ставрид, родина Ставридові (Carangidae). Невеликих розмірів морські риби, що тримаються зграйками.

## Характеристика

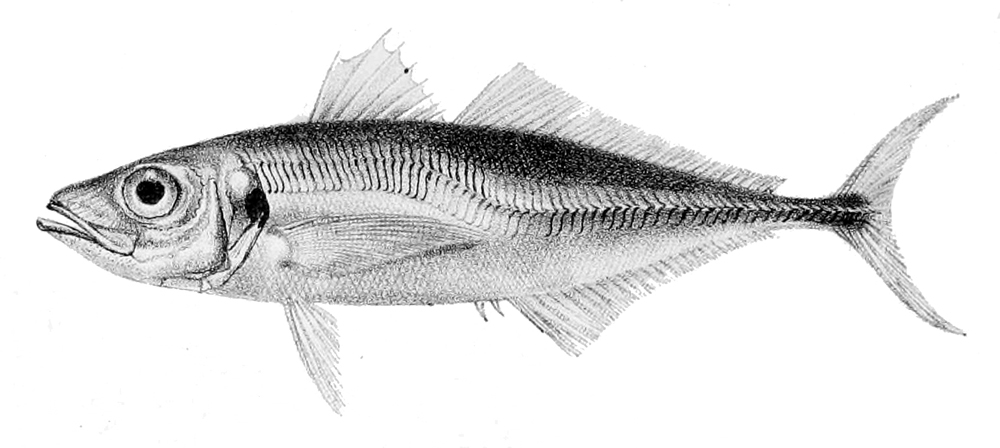
Зображення ставриди атлантичної

Зазвичай мають довжину 15-30 см, але можуть сягати 60 см.
Загальне число колючих променів спинного плавця — 9; з яких м'яких променів — 30-36. Колючих променів анального плавця — 3; з яких м'яких — 24-32. Забарвлення блакитно-зелене, сіре або чорне згори, сріблясто-біле — знизу. Зяброві кришки мають чорну пляму. Бічні луски високі та кілеваті. Перший спинний плавець високий.

## Ареал
Вид поширений у північно-східній Атлантиці від Ісландії до Сенегалу, Кабо-Верде включно, також у Середземному, Мармуровому і Чорному морях (в останньому — рідкісний).

## Біологія
Морська бенто-пелагічна субтропічна океанодромна риба. Віддає перевагу ділянкам із піщаним дном із глибинами 100—200 м, але відзначався на глибинах до 1050 м. Час від часу відзначається й на пелагіалі та при поверхні. Часто утворюють спільні зграї із молодняком оселедців та іншими видами ставрид: Trachurus mediterraneus і Trachurus picturatus. Живиться переважно ракоподібними (копеподи), креветками, також дрібними рибами й кальмарами.
Ікра пелагічна, нересту зазвичай відбувається протягом літа. Біля берегів Тунісу — з січня по квітень. Самиця відкладає до 140 000 яєць, з яких виходять личинки близько 5 мм довжиною.

## Господарське значення

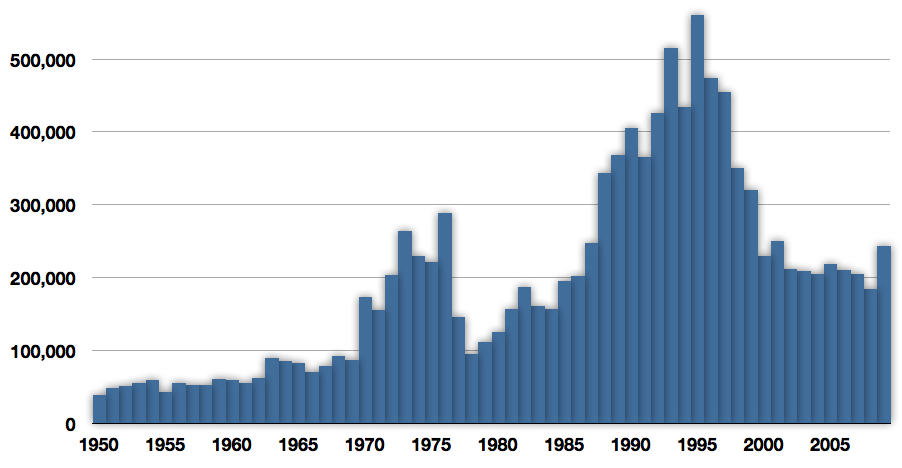
Промисловий вилов ставриди атлантичної у тонах за період з 1950 до 2005 років

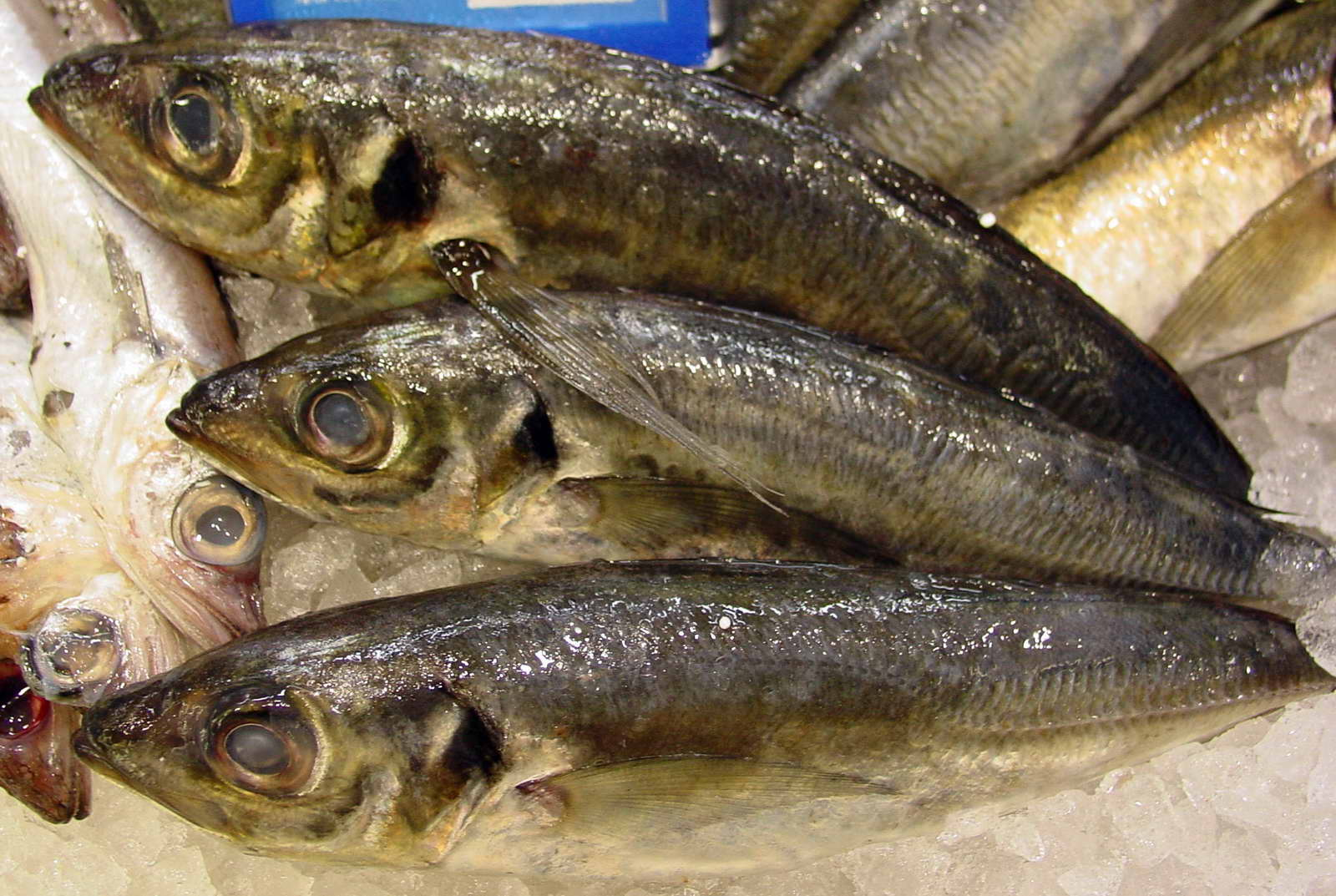
Копчена ставрида

Важливий промисловий об'єкт. Виловлюється за допомогою пелагічних і донних тралів, ярусними та гаманцевими неводами (за використання світла), іншими засобами.
Загальний вилов за даними ФАО за 1999 рік склав 322 207 тонн. Найбільший вилов ставриди приходить на Нідерланди (84891 т) і Ірландію (58 201 т).
Реалізується у свіжому, мороженому, сушеному, солоному і консервованому вигляді. У їжу використовується у смаженому і печеному вигляді.